# Helsingin Velodromi

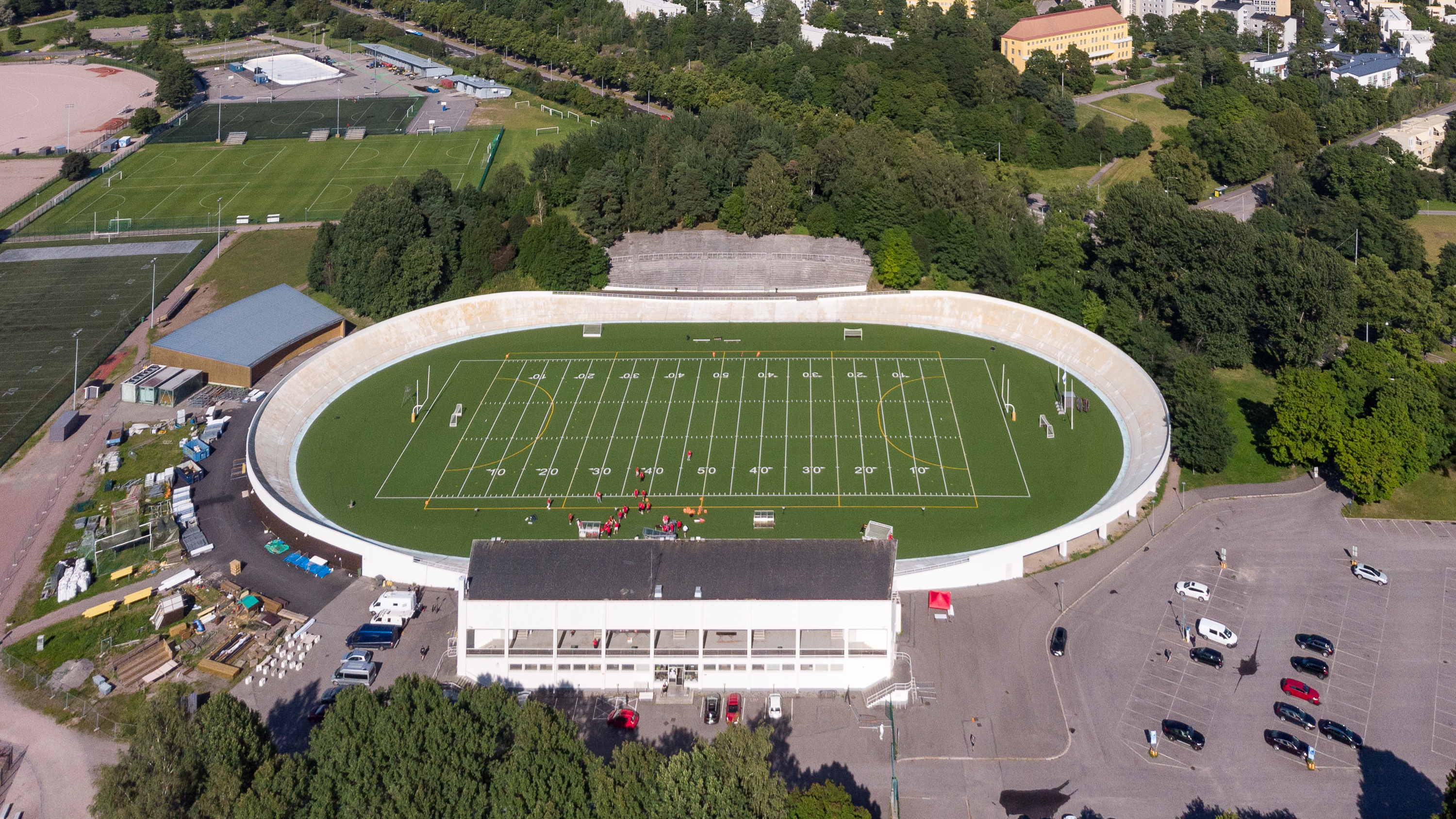
Luftbild des Velodroms Helsinki

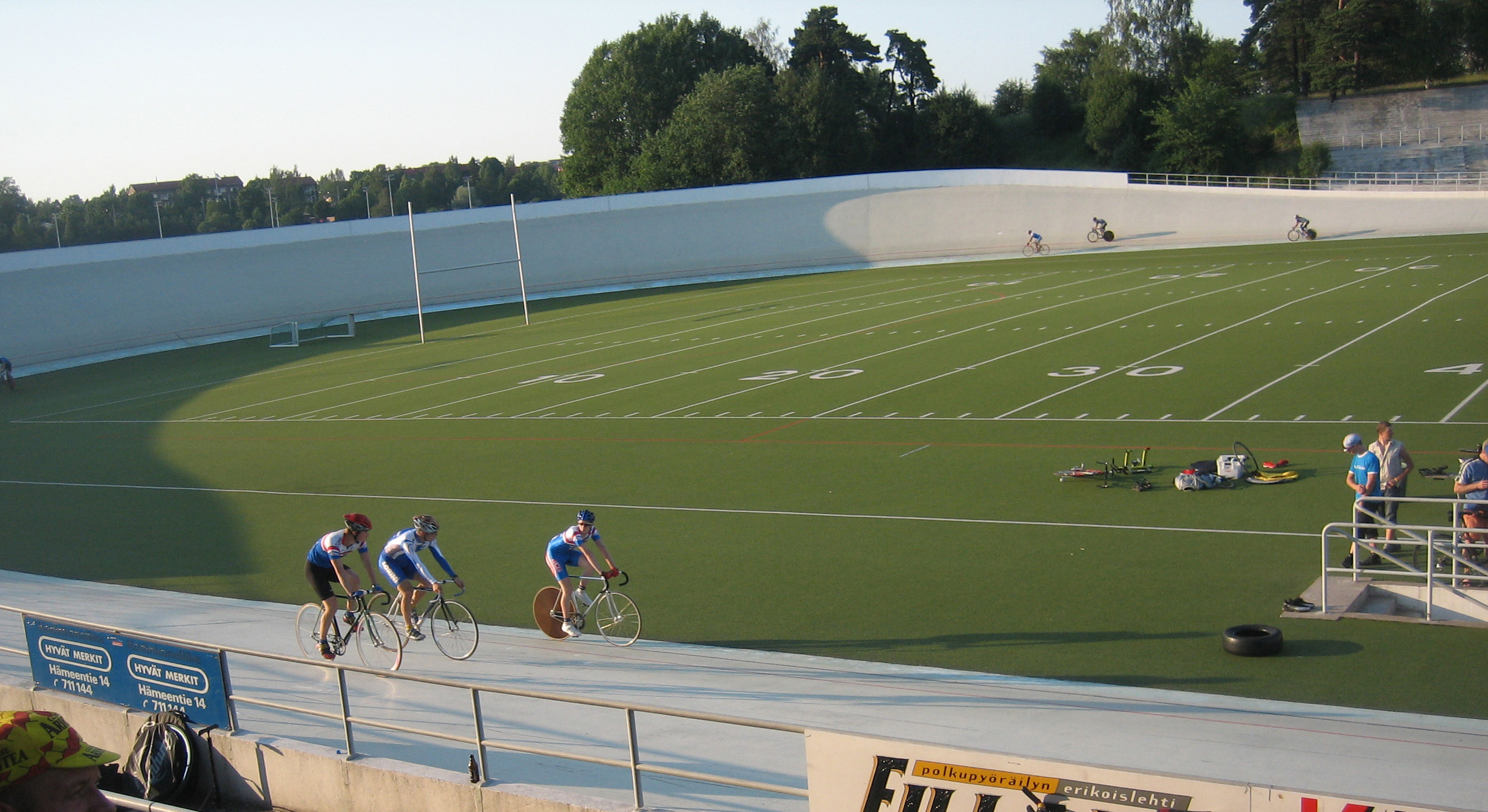
Die Radrennbahn von Helsinki

Helsingin Velodromi (finnisch) oder Helsingfors Velodrom (schwedisch, beide dt. „Radrennbahn Helsinki“) ist eine offene Radrennbahn in der finnischen Hauptstadt Helsinki. Sie liegt im Stadtteil Pasila, gleich neben dem Sportpark Käpylä (Käpylän urheilupuisto).
Erbaut wurde die Radrennbahn von 1938 bis 1940 ursprünglich für die Olympischen Sommerspiele 1940, die aber wegen des Ausbruchs des Zweiten Weltkriegs nicht zur Austragung kamen. Die Bahn ist aus Zement, 400 Meter lang und bietet rund 7200 Zuschauern Platz, auch unter einer überdachten Tribüne. Bei den Olympischen Spielen 1952 fanden hier die Bahnradsport- sowie die Hockeywettbewerbe statt. Von 1997 bis 2000 wurde sie erneuert. Heute dient die Bahn hauptsächlich zu Trainingszwecken, da sie aufgrund ihrer Länge und von Sicherheitsmängeln nicht mehr für internationale Wettbewerbe zugelassen ist.
Auf dem Feld im Innenraum des Stadions werden Spiele in den Sportarten American Football und Lacrosse ausgetragen. Das Stadion beherbergt unter anderem die Helsinki Roosters.
Architekt der Bahn war der Finne Hilding Ekelund. Bei Docomomo ist der Bau als hervorragendes Beispiel für moderne Architektur in Finnland gelistet.